# 喬凡尼·巴蒂斯塔·高里
喬凡尼·巴蒂斯塔·高里（英語：Giovanni Battista Gaulli，1639年5月8日－1709年4月2日）是義大利巴洛克藝術以及洛可可早年時期的藝術家，他最出名的作品為在羅馬耶穌教堂所做的大型拱頂壁畫，並且深深受到濟安·貝尼尼的影響。

## 外部連結
- Artcyclopedia